# El árido verano
El árido verano (turco: Susuz Yaz) es una película dramática turca en blanco y negro de 1964, coproducida, coescrita y dirigida por Metin Erksan basada en una novela de Necati Cumalı, con Erol Taş interpretando a un productor de tabaco, que egoístamente represa un río para regar sus propias propiedades y arruinar a sus competidores. También está disponible en un lanzamiento en inglés de los cines de los EE. UU. titulado Reflections producido por William Shelton y editado por David E. Durston. El director estadounidense Martin Scorsese ha apoyado la preservación de la película y está disponible en DVD. La película fue ampliamente censurada en Turquía por su realismo excesivo y sus muestras de violencia animal.

## Sinopsis
La película tiene lugar en un pueblo de la región del Egeo donde los aldeanos viven del cultivo del tabaco. Para los hombres de la aldea hay dos cosas importantes que deben poseer, a saber, el agua y las mujeres. La posesión de ambos es un honor para los hombres y no es fácil. El dinero juega un papel importante en esto, ya que Osman, pobre, obtiene el control del agua con armas, y su esposa lo denunciará ya que no puede pagar el başlıkparası (dinero nupcial). Como Hassan es un buen hombre, cree que todos deberían beneficiarse del agua.
Cuando su hermano menor, Hassan, es encarcelado, su hermano mayor, Osman, hace un esfuerzo por conseguir la esposa de su hermano. Sin embargo, Osman también quiere poner los recursos hídricos bajo control en sus tierras. Bahar, una mujer típica de Anatolia, no le gusta la idea cada vez mayor de Osman. Cuando se entera de la presunta muerte de su marido en la cárcel, finalmente se rinde a la tentativa de Osman. Después de una amnistía general, Hasan sale de la cárcel y se entera de los acontecimientos en su camino a casa. En el duelo subsiguiente entre los hermanos, Bahar es baleado por Osman.

## Reparto
- Ulvi Dogan - Hasan
- Erol Taş - Osman
- Hülya Koçyiğit - Bahar
- Alaettin Altiok
- Hakki Haktan
- Zeki Tüney
- Yavuz Yalinkiliç

## Premios
La película ganó el Oso de Oro en el 14 ° Festival Internacional de Cine de Berlín y el Premio de la Bienal en el 29.° Festival de Cine de Venecia. La película también fue seleccionada como la entrada turca para la Mejor película de habla no inglesa en la 37.ª Edición de los Premios de la Academia, pero no fue aceptada como nominada.